# Helymaeus pretiosus
Helymaeus pretiosus är en skalbaggsart som först beskrevs av Leon Fairmaire 1887.  Helymaeus pretiosus ingår i släktet Helymaeus och familjen långhorningar. Inga underarter finns listade i Catalogue of Life.